# 강철규
강철규(姜哲圭, 1945년 12월 25일 ~ )는 대한민국의 경제학자, 교육자, 공직자이자 사회운동가이다.

## 주요 경력
- 1984 ~ 1989 : 산업연구원 선임연구위원
- 1989 ~ : 서울시립대학교 경제학부 교수
- 2000 ~ 2002 : 대통령 비서실 경제개혁특보비서관 겸 국가규제개혁위원회 공동대표위원장
- 2003 ~ 2006 : 대한민국 공정거래위원회 위원장
- 2002 ~ 2003 : 부패방지위원회 초대 위원장
- 2011 ~ : 경제정의실천시민연합 공동대표위원장
- 2011 ~ 2013 : 우석대학교 총장
- 2012 : 민주통합당 공천심사위원회 위원장
- 2012 : 한국사립대학총장협의회 부회장

## 학력
- 1964년 : 대전고등학교 졸업
- 1968년 : 서울대학교 경제학과 학사
- 1980년 : 미국 노스웨스턴 대학교 대학원 경제학 석사
- 1984년 : 미국 노스웨스턴 대학교 대학원 경제학 박사

| 전임 이진설 | 제2대 규제개혁위원회 민간위원장 2000년 5월 4일 ~ 2002년 1월 22일 | 후임 안문석 |

| 전임 (신설) | 제1대 부패방지위원회 위원장 2002년 1월 25일 ~ 2003년 3월 9일 | 후임 이남주 |

| 전임 이남기 | 제12대 공정거래위원회 위원장 2003년 3월 7일 ~ 2006년 3월 9일 | 후임 권오승 |